# 大季夫林
51°4′48″N 28°6′22″E / 51.08000°N 28.10611°E
大季夫林（烏克蘭語：Великий Дивлин），是烏克蘭北部的村莊，隸屬日托米爾州的科羅斯滕區。該村始建於1650年，面積3.02平方公里，海拔高度197米，2001年該村落人口836。